# Godła europejskich państw socjalistycznych

Odznaka Układu Warszawskiego

Godła państw socjalistycznych (realnego socjalizmu) często zawierały elementy godła z poprzednich okresów historycznych, jednak niemal wszystkie zostały uzupełnione o tradycyjne symbole komunistyczne, jak czerwona gwiazda, czy wieńce z kłosów zboża (wyjątkiem było godło PRL, choć i ono uległo znaczącej zmianie, polegającej na pozbawieniu orła korony). Niekiedy godła państw socjalistycznych były zupełnie odmienne od historycznych symboli (np. godła Jugosławii, Rumunii i Węgier). 
W okresie istnienia państw socjalistycznych ich symbole były niekiedy zmieniane; zmiana ta mogła być niewielka, dotycząca drobnych elementów godła (jak np. w przypadku godła Bułgarii), ale też mogła polegać na istotnej jego zmianie (np. godło Węgier). 

## Symbole europejskich państw realnego socjalizmu w XX wieku
| Państwo                                                       | Herb z 1938 | Herb z 1950 | Herb z 1989 | Obecny symbol |
| ------------------------------------------------------------- | ----------- | ----------- | ----------- | ------------- |
| Ludowa Socjalistyczna Republika Albanii – herby i godło       |             |             |             |               |
| Ludowa Republika Bułgarii – herby i godła                     |             |             |             |               |
| Czechosłowacka Republika Socjalistyczna – herby i godło       |             |             |             |               |
| Socjalistyczna Federalna Republika Jugosławii – herby i godła |             |             |             |               |
| Niemiecka Republika Demokratyczna – godła                     |             |             |             |               |
| Polska Rzeczpospolita Ludowa – herby i godła                  |             |             |             |               |
| Rumuńska Republika Ludowa – herby i godła                     |             |             |             |               |
| Węgierska Republika Ludowa – herby i godła                    |             |             |             |               |
| Związek Socjalistycznych Republik Radzieckich – godła         |             |             |             |               |